# Pierre de Rohan-Gié
 (juillet 2016).
Pierre de Rohan, dit « le maréchal de Gié », né  en 1451 au château de Mortiercrolles à Saint-Quentin-les-Anges et mort  le 22 avril 1513 à Seiches-sur-le-Loir, est un homme politique et un militaire français, maréchal de France, et l'un des proches conseillers des rois Louis XI, Charles VIII et Louis XII. 
Issu de la famille de Rohan-Guéméné, il est par héritage seigneur de Gié ; puis vicomte de Fronsac par son premier mariage ; il reçoit en 1476-1477 par don de Louis XI : le comté de Porcien et les seigneuries d'Avesnes, Rozoy, Montcornet, Croÿ, Renty, Bar-sur-Aube, saisis sur Antoine et son fils Philippe de Croÿ pro-Bourguignons, Philippe étant de surcroît le gendre de Louis de Luxembourg ci-après ; plus les seigneuries de Vire et Fontenay-le-Comte ; plus le comté de Marle et les seigneuries de Ham, Beauvoir, Bohain, Oisy, saisis sur le connétable Louis de Luxembourg-St-Pol accusé de trahison ; châtelain de Baugé par don de Louis XII en 1513 ; enfin, par son deuxième mariage, il est comte de Guise de 1503 à 1504. À part Gyé, ces fiefs ne resteront pas dans sa famille.

## Biographie

### Origines familiales et enfance
Pierre de Rohan est le cadet de la famille de Rohan-Guéméné, elle-même branche cadette des Rohan en Bretagne. Fils de Louis Ier de Rohan-Guéméné et de Marie de Montauban, il descend ainsi de deux des plus anciennes et des plus puissantes maisons du royaume. Par sa mère, Marie de Montauban, petite-fille de Bonne Visconti, proche parente d'Isabeau de Bavière, il est petit-fils de l’Amiral de Montauban, collaborateur et ami de Louis XI. Par son père, il est apparenté à Du Guesclin. Sa famille est en disgrâce à l'avènement de Pierre II de Bretagne pour avoir trempé dans l'assassinat de Gilles de Bretagne, frère du duc. C'est la raison de sa naissance hors de Bretagne. 
En 1457, sa mère empoisonne son père qui meurt laissant un testament dans lequel il refuse à sa femme la tutelle de leurs enfants. Pierre de Rohan a alors pour tuteur Tanneguy du Chastel. Marie de Montauban échappe à la justice, se remarie avec Georges de La Trémoille, seigneur de Craon, mais elle meurt emprisonnée en 1476. 

### Au service deLouisXI(1461-1483)
Il est élevé en France, à partir de 1461, par Jean de Montauban son aïeul maternel, amiral de France qui l'introduit à la cour de Louis XI. Après la mort de son tuteur en mai ou juin 1466, Louis XI conserve à sa cour ce jeune homme, qui, grâce à cette protection, se trouve en 1472 conseiller et chambellan du roi et capitaine de Blois, à l'âge de seulement 21 ans. Le roi, dont il se révèlera être un fidèle indéfectible, lui restitue la seigneurie familiale de Gié en Champagne, spoliée par le chancelier Rolin, et il ajoute ce nom à celui des Rohan. 

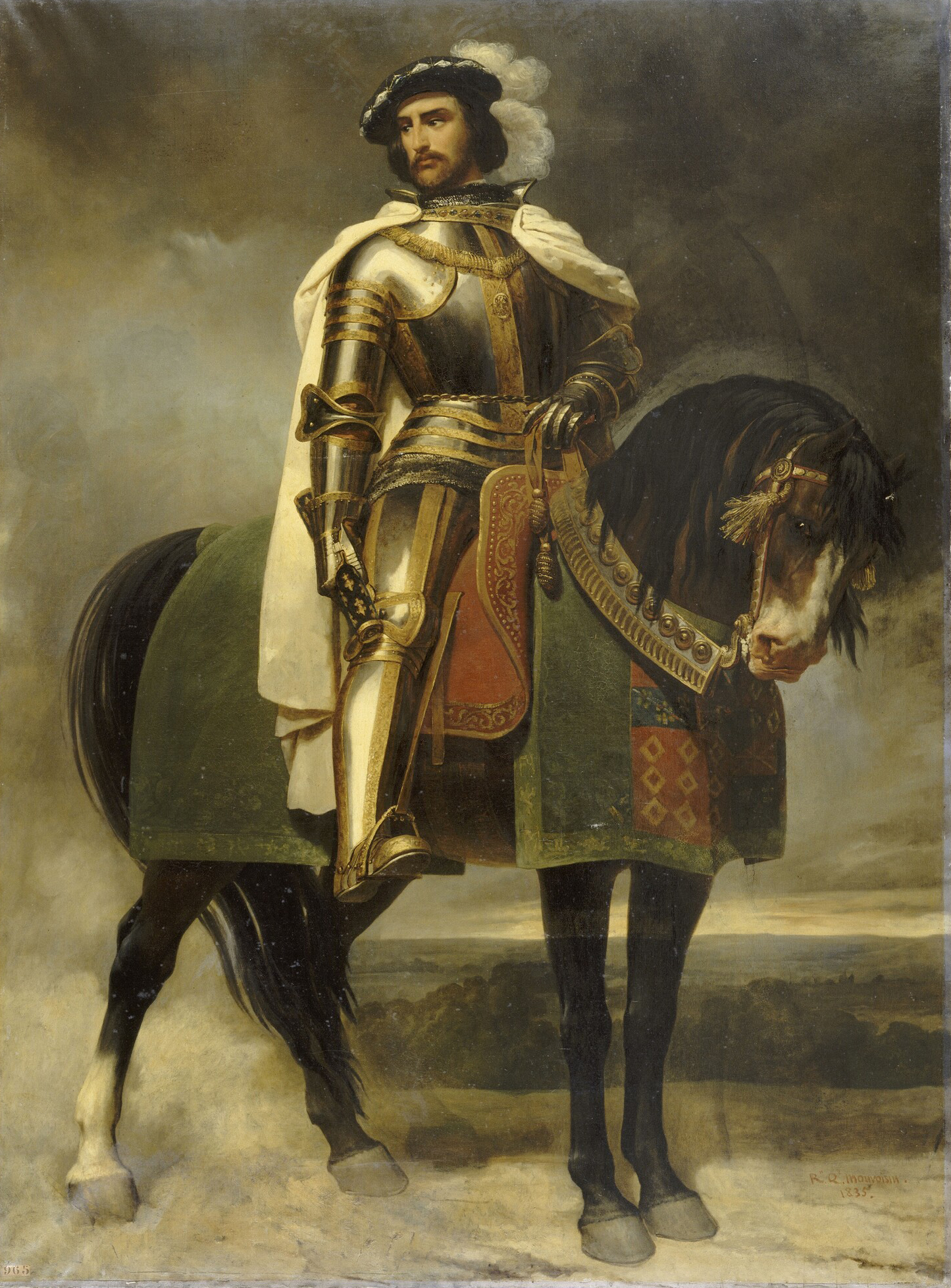
Pierre de Rohan, seigneur de Gyé (1451-1513), Raymond Quinsac Monvoisin (Bordeaux, 1790 ; Boulogne, 1870), copie d'après un original conservé au château de Beauregard ; commandé par pour le musée historique de Versailles en 1834.

 Il participe aux sièges de Lectoure et de Perpignan en 1473 à la tête d'une compagnie de 40 lances. En 1474, il est ambassadeur chargé de faire ratifier la paix par le duc de Bretagne François II. Afin de le récompenser, Louis XI le fait en 1474 chevalier de l'ordre de Saint-Michel, capitaine de l'ordonnance en 1475  et le nomme maréchal de France le 11 octobre 1476,. 
À la suite de la signature du traité de Picquigny qui, en août 1475, met un terme définitif à la guerre de Cent Ans, en octobre 1475, le maréchal de Gié participe à la signature du traité de Senlis qui rétablit la paix avec la Bretagne à l'abbaye de la Victoire, dont il signe les 9e et 16e des lettres patentes royales avec le roi.
Il continue de donner des preuves de sa fidélité et de dévouement qui confortent Louis XI dans la confiance qu'il lui accorde. Il se voit confier la direction d'une campagne militaire en Flandre en 1479, et avec 800 hommes il reprend toutes les places dont Maximilien d'Autriche s'était emparé précédemment. 
Avec Charles d'Amboise, son frère l'évêque d'Albi et Jean Daillon, il est l'un des quatre membre du conseil qui gouvernent l’État pendant la maladie du roi aux Forges-lèz-Chinon en 1479. En 1482, il assiège Aire avec succès. Lorsque Louis XI exécute son testament politique au château d'Amboise le 21 septembre 1482, Gié figure au troisième rang parmi les conseillers du roi qui le signent.

### Au service deCharlesVIII(1483-1498)
Il assiste au sacre de Charles VIII le 30 mai 1484 en portant l'épée royale. Membre du conseil de régence, il y joue un rôle important et combat avec succès en 1487 le duc de Gueldre et le comte de Nassau ; le roi lui confie ensuite la garde des frontières de Picardie. Il accompagne le roi à la conquête du royaume de Naples.
En 1489, il est nommé lieutenant général de Guyenne, puis en 1491 lieutenant général de Bretagne sous le gouverneur prince d'Orange. 
En 1491, il reconstruit le château de la Motte-Glain, sur les marches de Bretagne. Il accompagne Charles VIII à Naples en 1494. Commandant de l’avant-garde à la bataille de Fornoue le 8 juillet 1495, il conclut une trêve avec les Vénitiens.
C’est lui qui conduit du secours à Louis XII, alors duc d'Orléans, assiégé dans Novare, d'où il parvient à le délivrer ; il devient par la suite chef du conseil du roi. 

### Le château de Mortiercrolles
Il rebâtit en 1500 le château de Mortiercrolles et établit dans son domaine le couvent franciscain de Notre-Dame des Anges. Il est très aimé du monarque qui le fait lieutenant-général en Bretagne et chef du Conseil. Veuf en 1497, Pierre épouse en 1503 la fille du duc Jacques de Nemours-Armagnac, Marguerite, héritière de l'Armagnac et fait épouser Charlotte, sœur de Marguerite, à son fils aîné. Les deux sœurs meurent en 1503 et 1504. En 1502 il se fait commander un David de bronze à Michel-Ange,, œuvre qu'il n'obtiendra jamais étant tombé en disgrâce avant.

### Sous le règne deLouisXII(1498-1514)

#### Début du règne
À l'avènement de Louis XII, en 1498, son crédit augmente. Il l’accompagne en Italie en 1499, et est à ses côtés lors de l’entrée solennelle que ce prince fait à Gênes le 26 avril 1502. Il partage le pouvoir avec le cardinal d'Amboise.

#### Après le mariage du roi avec Anne de Bretagne (1499): la disgrâce
À la suite du mariage de Louis XII avec Anne de Bretagne, deux factions s'opposent sur la stratégie d'alliance matrimoniales concernant Claude, la fille du couple royal : d'une part, Anne de Bretagne, soutenue par le cardinal d'Amboise, préconise une union avec le jeune Charles de Gand, héritier présomptif des Habsbourg, de Philippe le Beau, d'Isabelle la Catholique et de Ferdinand d'Aragon ; d'autre part le maréchal de Gié préconise une union avec le jeune François de Valois-Angoulême, redoutant l'encerclement du Royaume de France en cas d'alliance avec Charles. Cette opposition avec le cardinal d'Amboise et des difficultés avec le Parlement de Paris conduisent en 1504 à une machination consistant à s'attaquer à un proche du maréchal, Olivier de Coëtmen, grand maître de Bretagne, que Pierre de Pontbriand accuse auprès du roi, avant de se rétracter. 
Mais une coalition de divers ennemis de Gié, au nombre desquels le cardinal d'Amboise, Louise de Savoie et surtout Anne de Bretagne - qui ne lui pardonnait pas d'avoir fait arrêter les bateaux chargés d'effets précieux qu'elle envoyait à Nantes et dont Gié contrecarrait les velléités d'union de Claude avec les Habsbourg - obtient que les accusations de lèse-majesté soit examinées par une commission.  
Un procès se tient au Parlement de Toulouse, qui est éloigné de Paris et de la Bretagne et passe pour plus sourcilleux sur les accusations de lèse-majesté. Après plusieurs semaines de procès, le Parlement de Toulouse ne retient pas l'accusation de lèse-majesté et Gié n'est condamné le  9 février 1506 - pour des motifs forts vagues - qu'à la privation de l'exercice de certaines de ses fonctions et commandements ainsi qu'à une amende relativement modeste, à la suspension de son titre de maréchal pour cinq ans et, pour la même durée, à un bannissement de la Cour « de dix lieues, sur peine de confiscation de corps et biens ». On lui retire en outre « le gouvernement et la garde du duc de Valois », le futur François Ier, qu'il assure depuis plusieurs années.  
Espérant vraisemblablement un verdict plus sévère, Anne de Bretagne insiste pour que  le verdict soit publié et lu un peu partout dans le Royaume mais ce sont paradoxalement les options d'alliances matrimoniales du maréchal qui triomphent lorsque Louis XII marie Claude avec François de Valois-Angoulême. 

### Dernières années (1506-1513)
Gié se retire dans son château de Sainte-Croix du Verger à Seiches-sur-le-Loir en Anjou où il meurt le 22 avril 1513, « au moment où la politique qu'il avait longtemps préconisée recevait en quelque sorte une consécration définitive ».  Il est inhumé dans l'église qu'il a fait construire à Sainte-Croix.  

## Mariage et descendance
Arrangé par Louis XI, il avait épousé en premières noces le 20 janvier 1476 Françoise de Penhoët, vicomtesse de Fronsac, dame de La Boëssière, La Marche en Bédée (La Marché), La Motte-Glain, et eut :
- Charles (° 1478 † 1528), seigneur de Gié et de La Marché, comte de Guise par son mariage en 1504 avec Charlotte d'Armagnac (cf. ci-dessous ; elle mourut peu après) ; fait comte d'Orbec par François Ier en janvier 1527 en échange du comté de Guise.
- François (° 1479 † 1536), archevêque de Lyon (1502-1536)
- Pierre II († 1525), seigneur de Frontenay, et de Gié, mari d'Anne de Rohan : d'où la suite des vicomtes de Rohan comtes de Porhoët

Veuf, il s'était remarié en 1503 avec Marguerite d'Armagnac († 1503), comtesse de Guise, fille de Jacques d'Armagnac, duc de Nemours et comte de la Marche, et de Louise d'Anjou. Ils n'eurent pas d'enfants. À la mort de son beau-frère Louis d'Armagnac, il revendiqua le comté de Guise en compétition avec René II de Lorraine, et Marguerite d'Armagnac prêta hommage à Louis XII. Mais Marguerite mourut peu après et Pierre maria son fils Charles à Charlotte d'Armagnac, la sœur de Marguerite, pour conserver Guise.

## Armoiries
Pierre de Rohan de Gié réorganise l'écu de son père et pose en abîme les armes des Visconti, qui font partie de celles de sa mère (voir Rohan-Montauban).
Écartelé en 1 et 4 contre-écartelé en 1 et 4 de gueules aux chaînes d'or posées en orle, en croix et en sautoir, chargées en cœur d'une émeraude au nature (Navarre), en 2 et 3 d'azur semé de fleurs de lys d'or à la bande componée d'argent et de gueules (Évreux), en 2 et 3 de gueules aux neuf macles d'or posées 3, 3 et 3 (Rohan), sur le tout d'argent, à une couleuvre ondoyante en pal d'azur, couronnée d'or, engloutissant un enfant de carnation, posé en fasce, les bras étendus (Visconti).

### Documents
On conserve à la bibliothèque de Paris les pièces du procès criminel fait à Pierre de Rohan.[réf. nécessaire]

### Iconographie
Son portrait a été gravé par Odieuvre, d'après une miniature tirée du cabinet du roi.